# Cantone di Jarnac
Il Cantone di Jarnac è una divisione amministrativa dell'arrondissement di Cognac.
A seguito della riforma approvata con decreto del 20 febbraio 2014, che ha avuto attuazione dopo le elezioni dipartimentali del 2015, è passato da 14 a 18 comuni.

## Composizione
I 14 comuni facenti parte prima della riforma del 2014 erano:
- Bassac
- Chassors
- Fleurac
- Foussignac
- Houlette
- Jarnac
- Julienne
- Mérignac
- Les Métairies
- Nercillac
- Réparsac
- Sainte-Sévère
- Sigogne
- Triac-Lautrait

Dal 2015 i comuni appartenenti al cantone sono i seguenti 18:
- Bassac
- Bourg-Charente
- Chassors
- Fleurac
- Foussignac
- Gondeville
- Houlette
- Jarnac
- Julienne
- Mainxe
- Mérignac
- Les Métairies
- Nercillac
- Réparsac
- Saint-Même-les-Carrières
- Sainte-Sévère
- Sigogne
- Triac-Lautrait